# Mario Perazzolo
Mario Perazzolo (Padua, Provincia de Padua, Italia, 7 de junio de 1911 - Padua, Provincia de Padua, Italia, 3 de agosto de 2001) fue un futbolista y director técnico italiano. Se desempeñaba en la posición de centrocampista.

## Selección nacional
Fue internacional con la selección de fútbol de Italia en 8 ocasiones. Debutó el 15 de noviembre de 1936, en un encuentro amistoso ante la selección de Alemania que finalizó con marcador de 2-2.

### Participaciones en Copas del Mundo
| Mundial                        | Sede    | Resultado |
| ------------------------------ | ------- | --------- |
| Copa Mundial de Fútbol de 1938 | Francia | Campeón   |

## Clubes

### Como futbolista
| Club                | País   | Año         |
| ------------------- | ------ | ----------- |
| Calcio Padova       | Italia | 1928 - 1933 |
| A. C. F. Fiorentina | Italia | 1933 - 1936 |
| Genoa C. F. C.      | Italia | 1936 - 1941 |
| Brescia Calcio      | Italia | 1942 - 1943 |
| Calcio Padova       | Italia | 1943 - 1944 |
| Brescia Calcio      | Italia | 1945 - 1948 |
| U. S. Siracusa      | Italia | 1948 - 1950 |

### Como entrenador
| Club             | País   | Año         |
| ---------------- | ------ | ----------- |
| Brescia Calcio   | Italia | 1946        |
| U. S. Siracusa   | Italia | 1950 - 1951 |
| Triestina Calcio | Italia | 1951 - 1953 |
| A. C. Fanfulla   | Italia | 1953 - 1954 |
| Brescia Calcio   | Italia | 1954 - 1955 |
| Taranto F. C.    | Italia | 1955 - 1957 |
| U. S. Siracusa   | Italia | 1957 - 1959 |
| A. S. Nissa      | Italia | 1970 - 1972 |
| U. S. Siracusa   | Italia | 1972        |
| Calcio Padova    | Italia | 1972 - 1973 |

## Palmarés

### Como futbolista

#### Campeonatos nacionales
| Título      | Club           | País   | Año     |
| ----------- | -------------- | ------ | ------- |
| Copa Italia | Genoa C. F. C. | Italia | 1936-37 |

#### Copas internacionales
| Título                 | Equipo              | País   | Año  |
| ---------------------- | ------------------- | ------ | ---- |
| Copa Mundial de Fútbol | Selección de Italia | Italia | 1938 |